# 魯爾河 (馬士河支流)
51°11′52″N 5°58′52″E / 51.19778°N 5.98111°E

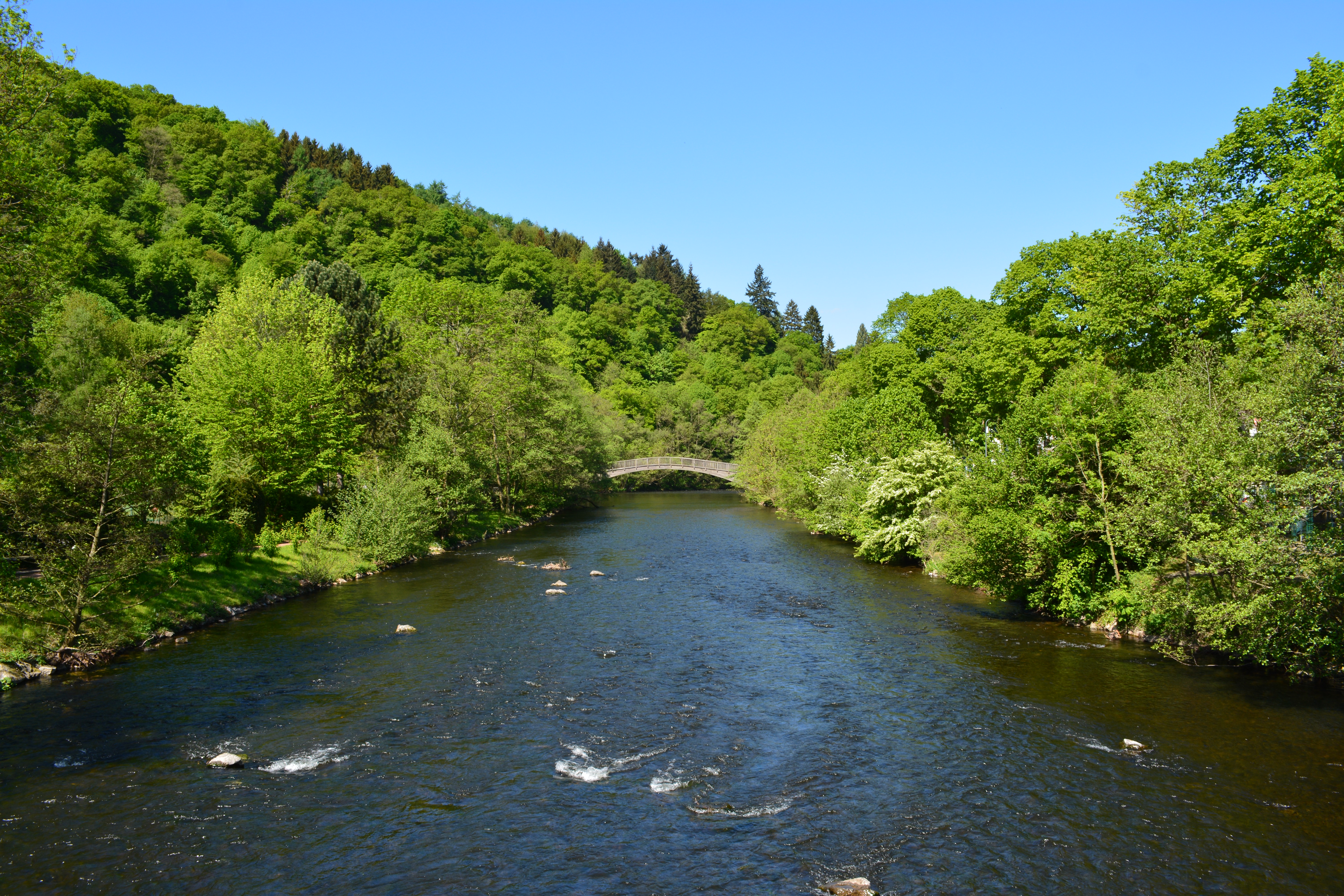
魯爾河位於德國海姆巴赫鎮的一段

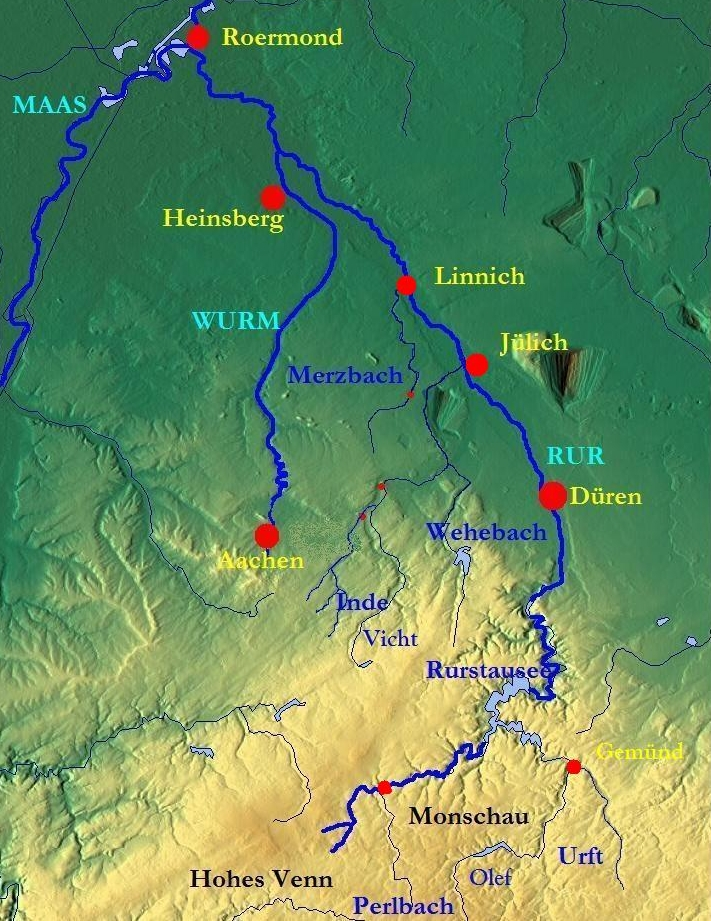
魯爾河地圖

魯爾河（德語：Rur；荷蘭語：Roer；法語：Rour）是歐洲的河流，流經比利時、德國和荷蘭，屬於馬士河的右支流，河道全長170公里，流域面積2,340平方公里，河畔城鎮有蒙紹、海姆巴赫、尼代根、迪倫、于利希、林尼希、许克尔霍芬、海因斯貝格和魯爾蒙德。

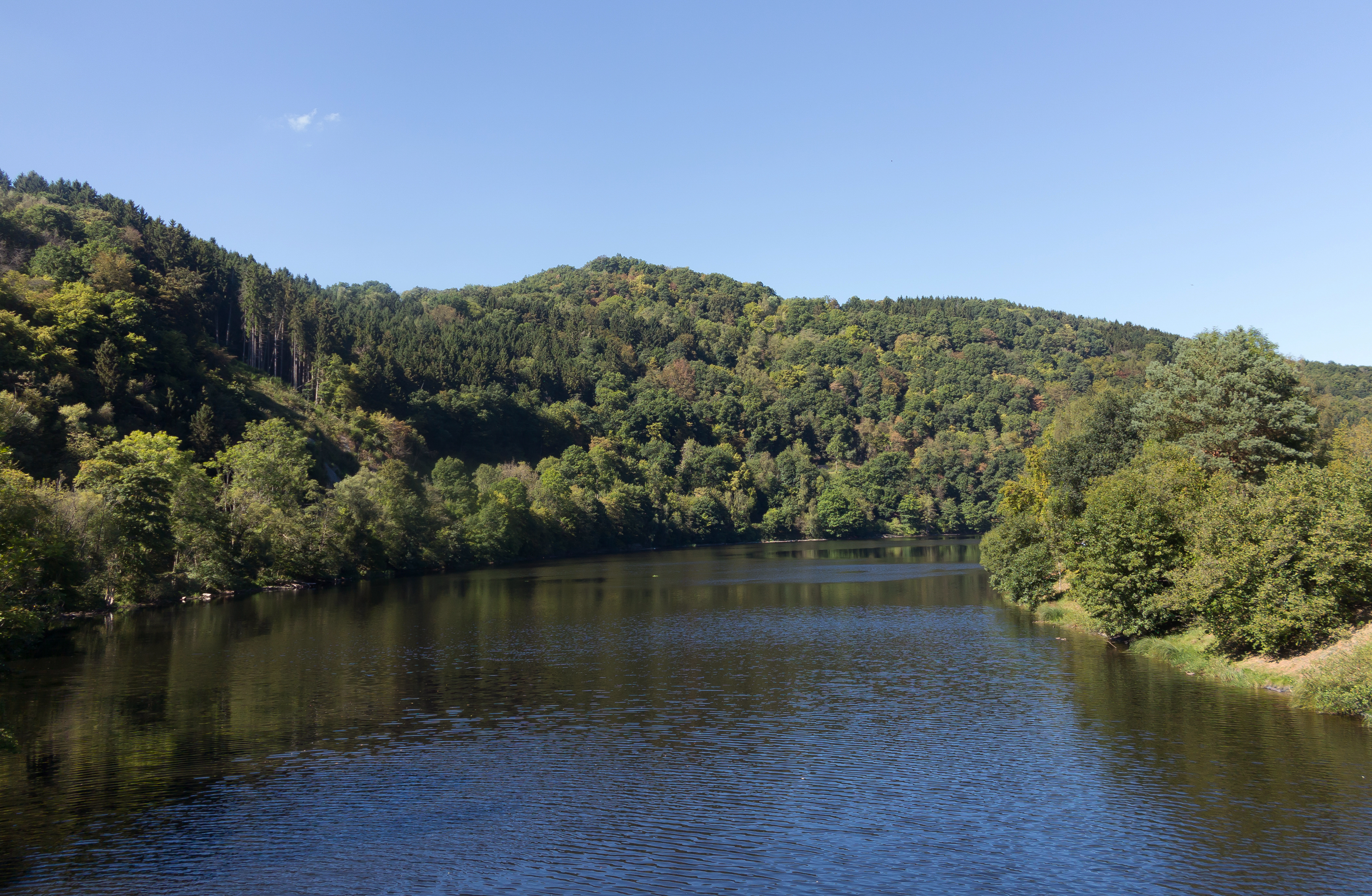
德國艾恩鲁尔（Einruhr）鎮段
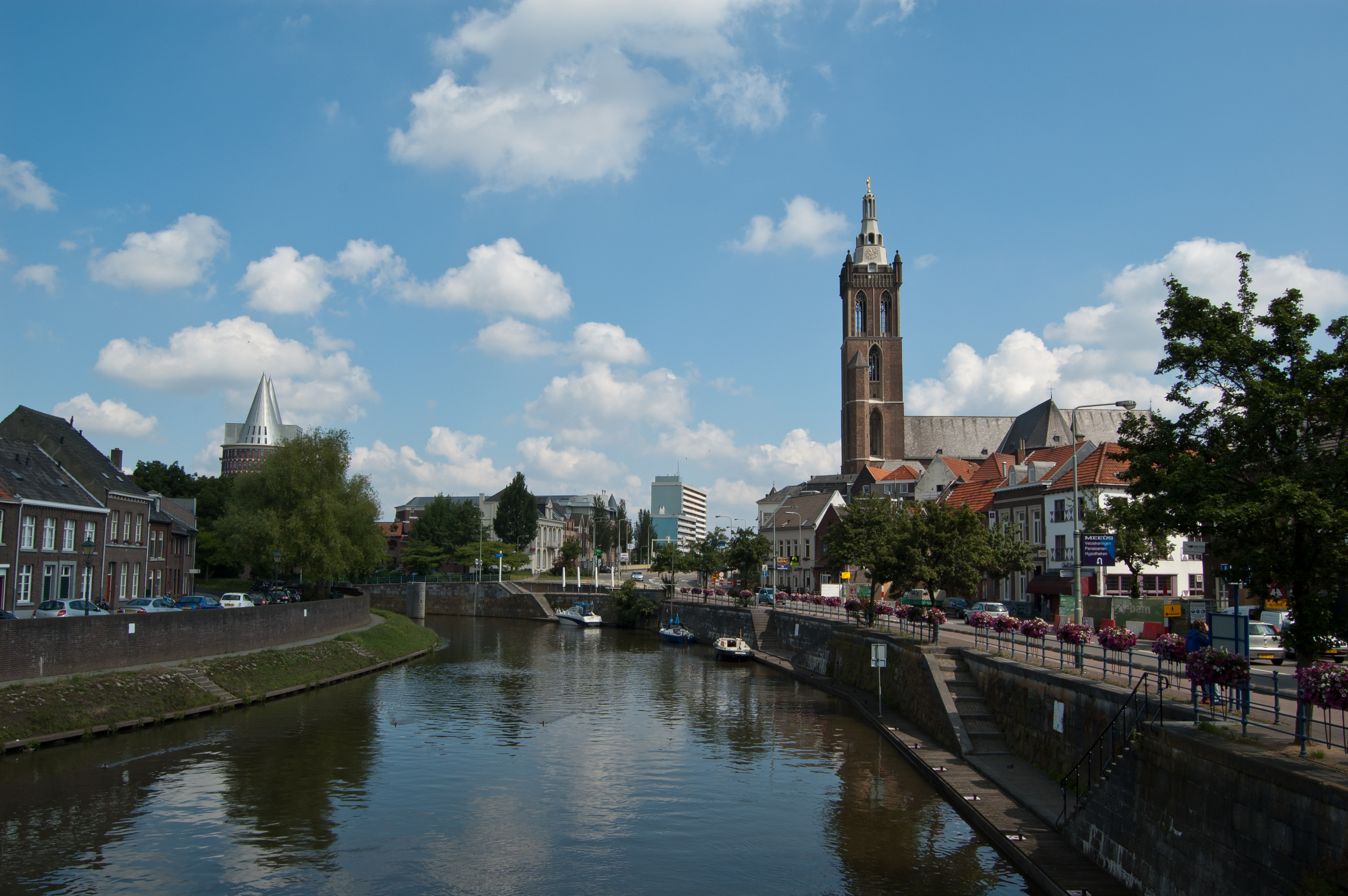
德國段河口
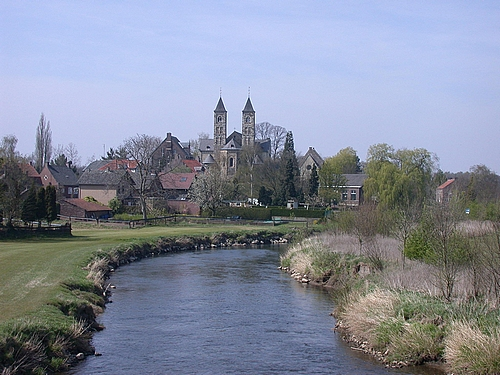
荷蘭鲁尔达伦鎮段
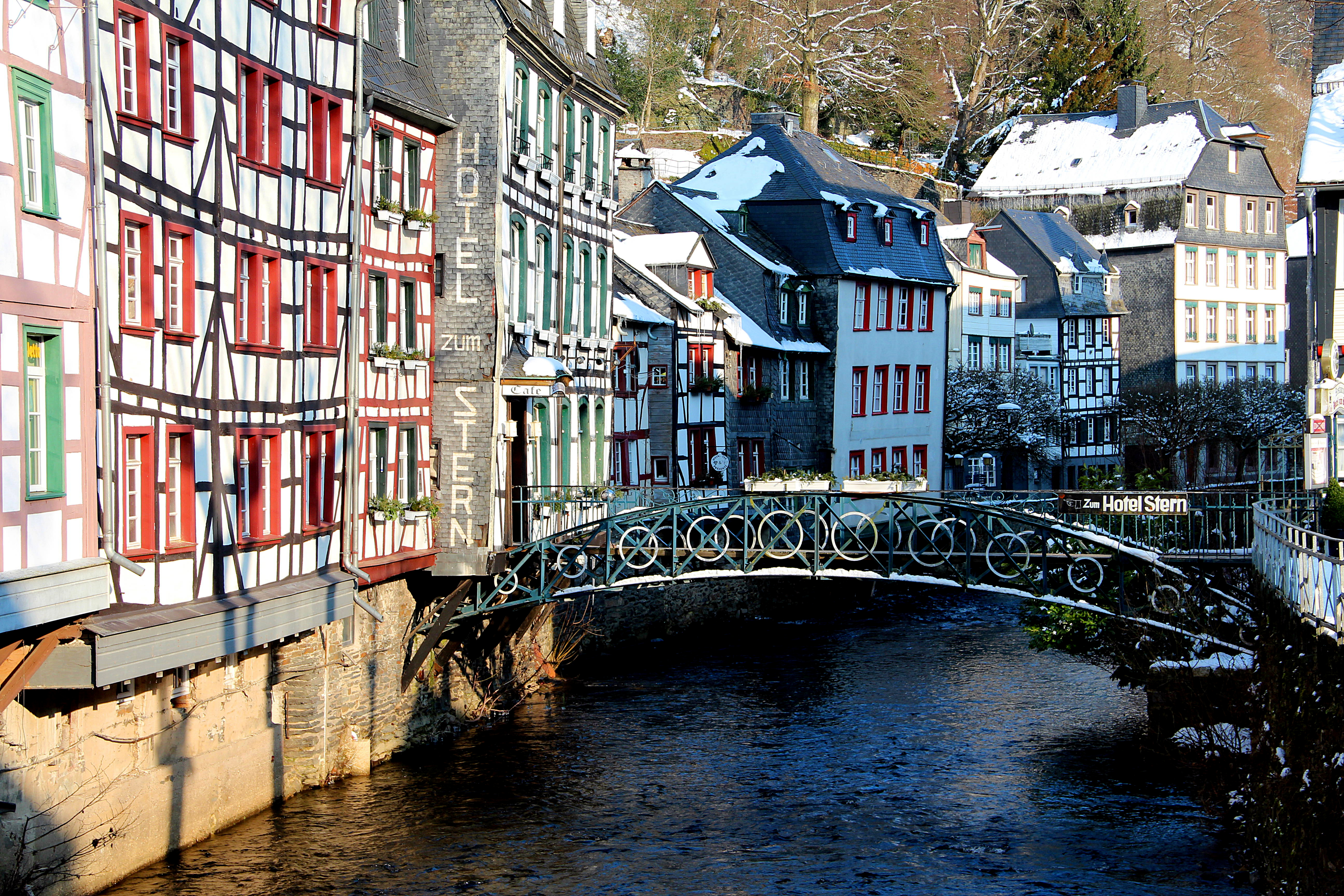
德國蒙紹鎮段

## 外部連結
- Roercrossing of the 102. Infantry Division 1944/45 documents and photos （页面存档备份，存于）